# Marché Biron
Pour les articles homonymes, voir Biron.
 (août 2019).
Si vous disposez d'ouvrages ou d'articles de référence ou si vous connaissez des sites web de qualité traitant du thème abordé ici, merci de compléter l'article en donnant les références utiles à sa vérifiabilité et en les liant à la section « Notes et références ».

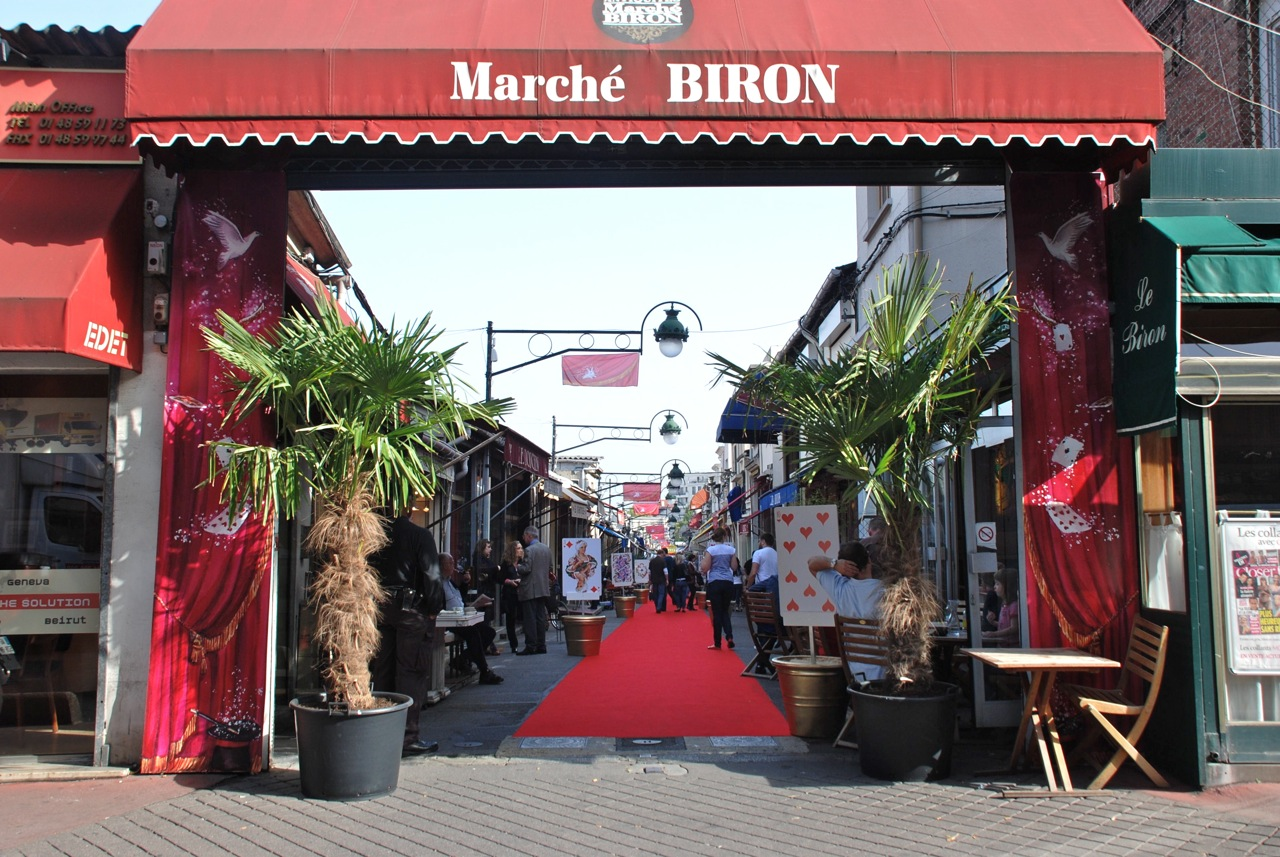
L'entrée du marché Biron.

Le marché Biron est l'un des marchés aux puces de Saint-Ouen en Seine-Saint-Denis.
Au début du XXe siècle, menacés d'expulsion par la ville, un groupe de marchands des puces négocie son installation sur un terrain proche du marché Vernaison, à condition que de véritables boutiques soient construites.
Biron est la première tentative d'urbanisme appliquée aux Puces avec des stands répartis le long de deux allées parallèles. Ce marché s'est développé en opposition à son aîné (Vernaison), en proposant une marchandise restaurée.
Des écrivains et des poètes surréalistes comme Colette ou André Breton, mais aussi des peintres tels Utrillo, Picasso ou Vlaminck, y sont souvent venus à la recherche de nouvelles formes d'antiquités.
Aujourd'hui surnommé le « Faubourg Saint-Honoré des Puces », Biron propose une marchandise haut de gamme : meubles, tapisseries, miroirs, luminaires et art de la table datant des XVIIIe, XIXe et XXe siècles.

## Histoire

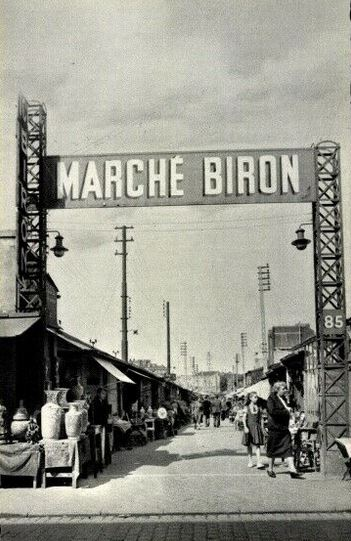
Saint-Ouen, marché Biron

À la fin du XIXe siècle, entre 1880 et 1900, à la limite de Paris, après les fortifs (enceinte de Thiers) et avant la commune de Saint-Ouen, peu à peu naissent les Puces.
Chiffonniers, ferrailleurs, brocanteurs, déballent sur les trottoirs ce qu’ils ont chiné durant la semaine, et bientôt ce rythme hebdomadaire incite curieux et collectionneurs à venir chercher, dans cet espace sans forme ni structure, ce contact avec l’insolite.
En 1885, la ville de Saint-Ouen favorise l’organisation de ce déballage en procédant au pavement des rues, à l’aménagement des trottoirs ; l’avenue Michelet, la rue des Rosiers prennent leur essor.
Le marché Biron naît officiellement en 1925 entre l’avenue Michelet et la rue des Rosiers sur un espace organisé en deux allées parallèles abritant deux cents stands et, depuis, s’est fortement développé.
Il s’agissait déjà à l’époque, en proposant une marchandise bien choisie et référencée dans l’histoire de l’art, de se démarquer des deux marchés concurrents, Malik qui vendait principalement des vêtements, et Vernaison, qui se consacrait à la brocante et à l’objet d’occasion. Aujourd’hui encore, cette exigence de qualité anime l’esprit du marché.
Le marché Biron décline à travers ses stands (220 actuellement)[Quand ?] les différentes variations de ces périodes : objets d’art et mobiliers du XVIIIe siècle, parisien ou provincial, meubles et fastes du XIXe siècle, tableaux, céramiques, Extrême-Orient, objets scientifiques, Art nouveau et Art déco, design, photo. C'est un des principaux marchés d'antiquaires du monde.

## Nom
Le marché Biron n'a rien à voir avec le marquis périgourdin et grand collectionneur du même nom, malgré la légende, mais doit son nom à celui d'une famille originaire de la commune de Lieutadès (Cantal sud-est).
La ville de Saint-Ouen possède d'ailleurs plusieurs voies dont le nom est lié à cette famille : rue Anselme (Anselme Biron, cultivateur et marchand de bestiaux, l'ancêtre de Lieutadès) ; boulevard Biron ; rue de l'Hermet (le hameau de Lieutadès où existe encore la « maison de l'Anselme ») ; la Villa Biron ; le stade Biron, etc. Une rue de Lieutadès est devenue rue Ambroise-Croizat.
À la fin du XIXe siècle, un descendant d'Anselme Biron, émigré à Paris comme beaucoup d'Auvergnats, acheta des terres agricoles de peu de valeur à cette époque, et les transforma en lotissements. Le marché Biron s'est installé sur une propriété de cette famille.